# Sneedorff
Sneedorff er en dansk slægt:
- Jens Schielderup Sneedorff
- Frederik Sneedorff
- Hans Christian Sneedorff